# 劉元凱 (籃球運動員)
劉元凱（1991年7月9日—），男，臺灣籃球運動員，場上位置為中鋒，現效力於台灣職業籃球大聯盟桃園台啤永豐雲豹。

## 職業生涯
2010年9月01日，劉元凱於第八季超級籃球聯賽新人選秀會中以第一輪第7順位被裕隆納智捷選中。2014年9月19日，劉元凱加盟新北裕隆納智捷。2015年9月15日，劉元凱加盟達欣工程。
2022年6月14日，劉元凱加盟T1聯盟桃園雲豹。2023年7月4日，台啤雲豹總經理張建偉表示劉元凱續留球隊。2024年8月21日，台灣職業籃球大聯盟桃園台啤永豐雲豹宣布與劉元凱完成續約。2025年7月9日，桃園台啤永豐雲豹宣布與劉元凱完成續約。

## 國家隊生涯
劉元凱代表光華隊參加第三十三屆威廉·瓊斯盃國際籃球邀請賽。

## 個人生活
劉元凱的父親為前籃球國手劉正雄。

## 外部連結
- 劉元凱的Instagram帳戶
- 劉元凱在台灣職業籃球大聯盟官網
- 劉元凱在Eurobasket.com（球員）（英语）
- 劉元凱在Flashscore（英语）